# Manuel Armoa
Manuel Armoa Morel (ur. 1 grudnia 2002) – argentyński siatkarz pochodzenia kubańskiego, reprezentant kraju, grający na pozycji przyjmującego. 
Pochodzi z rodziny siatkarskiej, gdyż jego dziadek, babcia, ciocia, wujek, kuzyni, rodzeństwo grali w siatkówkę i jak niektórzy członkowie rodziny też jako zawodowo. Biologiczny ojciec Manuela jest kubańczykiem, który również był siatkarzem. Jego matka Carla grała 10 lat w siatkówkę m.in. we włoskich i brazylijskich klubach. W 2008 roku poślubiła Fabiána Armoa, w przeszłości był siatkarzem a od kilku lat jest trenerem. 

## Sukcesy klubowe
Klubowe Mistrzostwa Ameryki Południowej:
- 2019, 2020

Mistrzostwo Argentyny:
- 2021[7], 2022[8]
- 2023[9]
- 2019

Puchar ACLAV:
- 2019[10], 2020

Puchar Mistrza:
- 2022[11]

## Sukcesy reprezentacyjne
Mistrzostwa Ameryki Południowej Kadetów:
- 2018

Mistrzostwa Świata Kadetów:
- 2019[12]

Mistrzostwa Ameryki Południowej:
- 2023[13]

## Nagrody indywidualne
- 2021: Najlepszy przyjmujący Mistrzostw Świata Juniorów[14]